# توماس هارتلي
توماس هارتلي (بالإنجليزية: Thomas Hartley) هو محامي وسياسي أمريكي، ولد في 7 سبتمبر 1748 في الولايات المتحدة، وتوفي في 21 ديسمبر 1800 في نفس البلد. انتخب عضو مجلس نواب بنسيلفانيا وانتخب عضو مجلس النواب الأمريكي.